# Clube União Micaelense
O Clube União Micaelense MHM é um clube português, localizado na cidade de Ponta Delgada, ilha de São Miguel, Região Autónoma dos Açores.
Atualmente disputa o Campeonato de São Miguel da AF Ponta Delgada.

## História
O Clube União Micaelense foi fundado em 1911 e o seu atual presidente chama-se Manuel Arruda.
É na Sociedade Promotora da Agricultura Micaelense, na Sociedade Promotora de Instrução e Recreio e na Sociedade dos Amigos das Letras e Artes, fundada em 1848 pelo escritor António Feliciano de Castilho, que se fundamenta o movimento associativista Micaelense, traduzindo em diversas iniciativas, entre as quais, em fins de 1911 e começo de 1912, a associação União Micaelense.
Não surgiu, logo de início, como Clube Desportivo. O futebol, desporto popular por excelência, dava então os seus primeiros passos no amplo terreno do Mercado Agrícola, de São Gonçalo.
Segundo uma curiosa plaqueta, publicada pelo Clube União Micaelense em 1962 aquando da conquista para a Ilha de S. Miguel da maior glória de sempre (ser representante dos Açores e da Madeira à Taça de Portugal, na época de 1961/62), foram Rolando de Viveiros, Marquês de Jácome Correia, Weber Tavares, Eduardo Garcia e Alfredo Pinto, educados em Inglaterra, os introdutores do futebol na Ilha de S. Miguel. Vindo a férias, trouxeram uma bola de futebol e, por volta de 1898, formaram dois grupos – um encarnado e outro azul – para realizarem os respectivos jogos. Os distintivos eram umas faixas, encarnadas ou azuis, conforme o grupo a que  pertenciam. Os dois grupos foram constituídos, a  esse tempo, pelos elementos acima mencionados e mais os seguintes: - José de carvalho, António Botelho da Câmara, José Morais Pereira, Padre Jaime (do Colégio Fisher situado no Solar de São Joaquim, chamava-se, na realidade, James Machin, e pertencia à congregação do Espírito santo e do Sagrado Coração de Maria. Era professor no colégio de Instrução Secundária, sobre o patrocínio do Beato João Fisher, canonizado em 1935), Raul Pregadeiro, Alberto Morais de Carvalho, Martiniano da Silva, Ernesto Pinto, Guilherme Machado de Faria e Maia, Manuel da Silva, Joaquim Correia e Silva e outros.
O Dr. Aristides Moreira da Mota, João de Morais Pereira e João de Viveiros, ocuparam o lugar de dirigentes, impulsionando, assim, com o prestígio da sua idade e do seu nome, aquela iniciativa desportiva, desconhecida até então entre nós. Mais tarde, ao fixarem residência em Ponta Delgada, os iniciadores já referidos fizeram parte do Clube União Micaelense, de entre eles, Rolando de Viveiros, o 1.º marquês de Jácome Correia, António Botelho da Câmara, Guilherme Machado de Faria e Maia e José de Carvalho.
O primeiro Presidente da Assembleia Geral do União Micaelense foi Rolando de Viveiros, nascido em 22 de Dezembro de 1822, um cidadão exemplarmente educado. Em plena juventude, foi estudar no estrangeiro, chegando a dominar, como noticiava o Diário dos Açores, seis idiomas. Casando com uma das filhas de José Maria Raposo de Amaral, dedicou-se ao comércio, principalmente no âmbito relacionado com a navegação estrangeira, geriu a Casa bancária Raposo de Amaral & Severim, onde hoje é a Caixa Económica da Misericórdia. Foi cônsul honorário de países nórdicos e presidiu à Junta Geral do Distrito Autónomo de Ponta Delgada. Foi dramaturgo, poeta e prosador de relevo, ao mesmo tempo lírico e realista na descrição dos costumes populares da ilha de São Miguel. Devem-se-lhe escritos jornalísticos com muito interesse. Com uma peça sua, representada por amadores locais, foi inaugurado, na noite de 31 de Março de 1951, o Teatro Micaelense.
A 10 de Junho de 2011 foi feito Membro-Honorário da Ordem do Mérito.

## Futebol

### Histórico (inclui 07/08)
|                   | Nº Presenças | Títulos |
| ----------------- | ------------ | ------- |
| Temporadas na 1ª  |              |         |
| Temporadas na 2ª  |              |         |
| Temporadas na 2ªB | 4            | 2003/04 |
| Temporadas na 3ª  | 20           |         |
| Taça de Portugal  | 22           |         |

## Modalidades
O Clube União Micaelense disponibiliza para a população de Ponta Delgada a prática de diversas modalidades, de entre as quais ocupam relevo o Futebol, o Hóquei em Patins e o Basquetebol (feminino).

## Estádio
Situado na Grotinha, zona do Lajedo na cidade de Ponta Delgada, o Estádio da Grotinha possui um campo relvado e 2 campos pequenos pelados de treino utilizados principalmente por alguns escalões de formação. O Estádio possui iluminação (4 torres com 2 focos) utilizada unicamente para treino. Devido á péssima gestão do clube por estes anos fora, o mesmo viu-se forçado a vender o seu único património, sendo este o estádio, ou fechava, o que ainda não está fora de questão.

## Ligações Externas
- Página oficial do clube